# HK MK23
Mark23 (auch als MK23 SOCOM oder nur als SOCOM bezeichnet) ist eine Pistole des deutschen Waffenherstellers Heckler & Koch (HK). Es handelt sich um eine USP-Variante, die, anders als für Pistolen üblich, als primäre Angriffswaffe konzipiert wurde. Sie unterscheidet sich von der USP vor allem durch die Größe und die aus dem Verschluss herausragende Laufmündung, an der sich ein M16×1-ISO-Gewinde zur Anbringung eines Schalldämpfers befindet.

## Geschichte und Technik
Mitte des Jahres 1991 suchte das United States Special Operations Command (USSOCOM) eine spezielle Waffe für ihre Einheiten und stellte dafür ein Lastenheft auf. Bei der Waffe sollte es sich nicht um eine Zweit- oder Verteidigungs-, sondern um eine Angriffswaffe im Kaliber .45 ACP handeln. Sie sollte insbesondere einen Entspannhebel, eine Sicherung und eine automatische Schlagbolzensicherung besitzen sowie eine Magazinkapazität von mindestens zehn Patronen und eine Lebensdauer von mindestens 30.000 Schuss mit +P-Munition haben. Zudem sollte ein Schalldämpfer montierbar sein. Es sollten weder Salzwasser, Wüstensand, Hitze oder andere Umweltfaktoren Einfluss auf die Waffe nehmen. Daher sahen die Testkriterien neben Sand-, Staub- und Schlammtests unter anderem 96 Stunden Salzsprüh- und 96 Stunden Brandungstest vor. Die Ausschreibung um die Waffe gewann schließlich Heckler & Koch am 1. Mai 1996 und die MK23 wurde unter der Bezeichnung MK23 MOD.O, US SOCOM eingeführt.
Mit der Mk23 wurde eine Waffe ausgeliefert, die aus neuentwickeltem Kunststoff bestand und die härtesten Anforderungen erfüllt, die an eine Dienstpistole zu stellen sind. Die Waffe besitzt einen hartverchromten Polygonlauf und wird als Rückstoßlader mit Browning-Verriegelung und einem von HK patentierten Rückstoßpuffersystem gebaut.

## Ausstattung
Auf den Lauf der MK23 kann ohne weitere Veränderungen ein Schalldämpfer montiert werden. Ebenso ist der Einsatz einer Laserzielhilfe Laser Aiming Module (LAM) des Herstellers Insight Technology vorgesehen. Dieses Modul wird auf die Schiene des Griffstücks aufgesetzt und mittels einer Rändelschraube im Abzugsbügel fixiert. Es ist mit zwei Mignonzellen ausgerüstet und wiegt 205 Gramm, ist 6 cm lang, 4,5 cm hoch und 2 cm breit. Darin befindet sich eine Taschenlampe und ein 5-mW-Laser der Klasse 3A sowie ein IR-Laser, dessen Licht nur mit einer speziellen Brille sichtbar wird. Links besitzt die Waffe einen zusätzlichen Entspannhebel und eine beidseitige Sicherung. Die Sicherungs- und Entspannhebel sowie der große Abzugsbügel wurden so konzipiert, dass sie auch mit Polarhandschuhen zu bedienen sind.
Die Mark23 fällt relativ groß und unhandlich aus und ist bei gleichem Gewicht dicker und länger als die M1911. Diese Bauweise ist jedoch durch die geforderte Haltbarkeit der Waffe, die auf 30.000 Schuss ausgelegt ist, notwendig, zumal die Mark23 als Angriffswaffe konzipiert ist. Die relativ großen Abmessungen sorgten schließlich aber dafür, dass HK die USP Tactical entwickelte, die die Eigenschaften der Mark23 mit besserer Handlichkeit verbindet.